# بخش شوگر کریک (شهرستان آلن، اوهایو)
بخش شوگر کریک (به انگلیسی: Sugar Creek Township) یک منطقهٔ مسکونی در ایالات متحده آمریکا است که در شهرستان آلن، اوهایو واقع شده‌است.
 بخش شوگر کریک ۶۲٫۷ کیلومتر مربع مساحت و ۱٬۲۸۳ نفر جمعیت دارد و ۲۳۹ متر بالاتر از سطح دریا واقع شده‌است.